# 파란노을
파란노을은 대한민국의 음악가이다. 슈게이징 장르의 음악을 하며, 2020년과 2021년 “Let's Walk on the Path of a Blue Cat”, “To See the Next Part of the Dream”을 발매하였으며, 같은 슈게이징 음악가 아시안 글로우와 소뉴스 토망 콘타와 함께 스플릿 앨범 “Downfall of the Neon Youth”를 공개하였다. 2023년 세번째 정규 음반 After the Magic을 발매했다.

## 경력
파란노을은 밴드캠프를 통하여 2020년과 2021년에 각각 정규 음반 “Let's Wal on the Path of a Blue Cat”과 “To See the Next Part of the Dream”을 발매하였다. 밴드캠프, 레이트 유어 뮤직, 레딧에서 인지도를 얻었으며, 두 번째 음반은 피치포크, 컨시퀀스, 스테레오검에서 리뷰를 작성하였다. 2021년 10월 22일, 아시안 글로우와 소뉴스 토망 콘타와의 합작 음반 “Downfall of the Neon Youth”를 발매했다.
파란노을은 자신을 "내 방에서 음악을 만드는 학생"이라고 묘사하였다. 레이트 유어 뮤직과의 인터뷰에서 파란노을은 “To See the Next Part of the Dream”의 표지가 일본 영화 “릴리 슈슈의 모든 것”(일본어: リリイ・シュシュのすべて)의 한 장면에서 따온 것이라고 밝히며 "중요한 장면은 아니고 그냥 5초만에 지나가는 장면이다... 하지만 왠지 모르게 굴뚝과 하얀 연기가 향수를 느끼게 하였다. (사실 영화 전체가 그렇게 느껴진다.) 내가 굴뚝이 난 공장을 처음 보았을 때, 그 안에는 자유가 없을 것만 같은 답답함과 불편함을 느꼈다. 하지만 한편으로는 그 안에서 순백의 연기가 나오는 것이 모순되다고 느꼈다. 나는 이 굴뚝을 통하여 청춘의 깨끗하면서도 더러운 양면을 보여주고 싶었다. 연기 위의 작은 새들은 자유를 갈망하는 10대의 마음을 보여준다."고 인터뷰했다.

## 음반 목록

### 정규 음반
- Let's Walk on the Path of a Blue Cat (2020)
- To See the Next Part of the Dream (2021)
- Downfall of the Neon Youth (아시안 글로우 및 소뉴스 토망 콘타와의 스플릿 앨범)
- After the Magic (2023)
- Sky Hundred (2024)